# 묘향산 보현사 팔각십삼층탑
묘향산 보현사 팔각십삼층탑(普賢寺八角十三層塔)은 자강도 향산군, 보현사에 있는 고려시대의 탑이다. 조선민주주의인민공화국의 국보 제144호로 지정되었다.

## 개요
묘향산 보현사의 주불전인 대웅전 앞에 세워진 석탑으로, 3단의 높은 기대석을 중첩시키고, 그 위에 단층기단을 구축한 후 13층의 탑신부와  상륜을 형성한 다각다층석탑이다.
3단의 기대 측면에는 직사각형 내에 세장한 안상을 4∼3구씩 조각하였으며, 하단부에는 일반적인 안상을 장식하여 화려한 기대를 이루고 있다. 단층기단의 하대석에는 각 면에 기대석의 측면과 같이 직사각형 내의 안상을 3구씩 장식하고, 상면에는 연꽃 무늬를 새겨 기단 면석을 받치고 있다. 면석의 각 모서리에는 둥근 기둥을 모각하였으며, 그 면에는 마치 액자를 돌린 듯한 모양으로 조각다. 기단 갑석은 하대석과 대칭으로 아래에는 꽃부리가 위로 향한 연꽃 무늬를 각 변에 2판씩, 각 모서리에는 1판씩 장식하고 측면에는 직사각형 내의 안상을 3구씩 장식하였다. 갑석 하면에 부연은 없으나 상면에 괴임을 마련하여 탑신부를 받치고 있다.
탑신석은 초층부터 13층까지의 양식 수법이 같은데, 각 모서리에는 둥근 기둥을 모각하고 각 면에는 마치 액자를 돌린 듯 기단부 면석의 각 면과 같은 형식을 보이고 있다. 옥개석도 초층부터 13층까지 양식수법이 같은데, 하면에는 2단씩의 옥개받침을 각출하고 추녀는 약간씩의 경사를 보이고 있다. 옥개석의 각 변은 전형적인 고려식 곡선이며 여덟 귀퉁이의 전각에는 큼직한 반전이 있어 전체적으로 경쾌한 모습을 보이고 있다. 8면의 합각은 굵은 우동(내림마루)으로 처리되었고, 상면에 1단의 괴임을 마련하여 그 윗층의 탑신석을 받고 있다. 상륜부의 장식이나 풍경은 최근에 새롭게 달아놓은 것이다.
석탑의 특징은 우선 첫째 3단의 기대석 측면에 수미단과 같은 모양을 가득히 조각하여 기저부부터 장식적인 의장을 볼 수 있으며, 기단 역시 마치 불상 대좌를 마련하듯 상·하대에 앙련과 복련을 조각하여 장식성이 두드러진다. 그리고 탑신부에 있어서 초층부터 탑신석과 옥개석의 체감이 아주 적은 편이어서 세장한 탑신을 이루고 있다. 또한 상륜부는 본래 금동으로 장식되었던 것을 후대에 청동제 상륜을 새로 제작해 올렸는데, 석제가 아닌 금속제 상륜을 장식하고 있는 점이 특징적이다.
다각다층탑이면서 이 석탑이 지닌 장식적 의장및 각 부의 양식수법은 보현사 창건(1042년)과는 별도로 고려 후기에 제작된 석탑으로 추정되며, 고려 시대의 석탑 가운데 가장 층수가 많으면서도 완전한 형태를 보이는 석탑의 하나이다.

## 같이 보기
- 보현사 (묘향산)